# Pas de Suse
Der Pas de Suse ist eine Schlucht in den Alpen, die von der Dora Riparia durchflossen wird und bis zum Vertrag von Utrecht 1713 die Grenze zwischen dem Königreich Frankreich (Dauphiné) und den Staaten von Savoyen bildete. Susa beherrscht den Eingang im Osten, auf der savoyischen Seite (Piemont). Der Pass wurde flussaufwärts auf der damaligen französischen Seite im Westen durch das Fort d‘Exilles bewacht und liegt 500 m über dem Meeresspiegel.

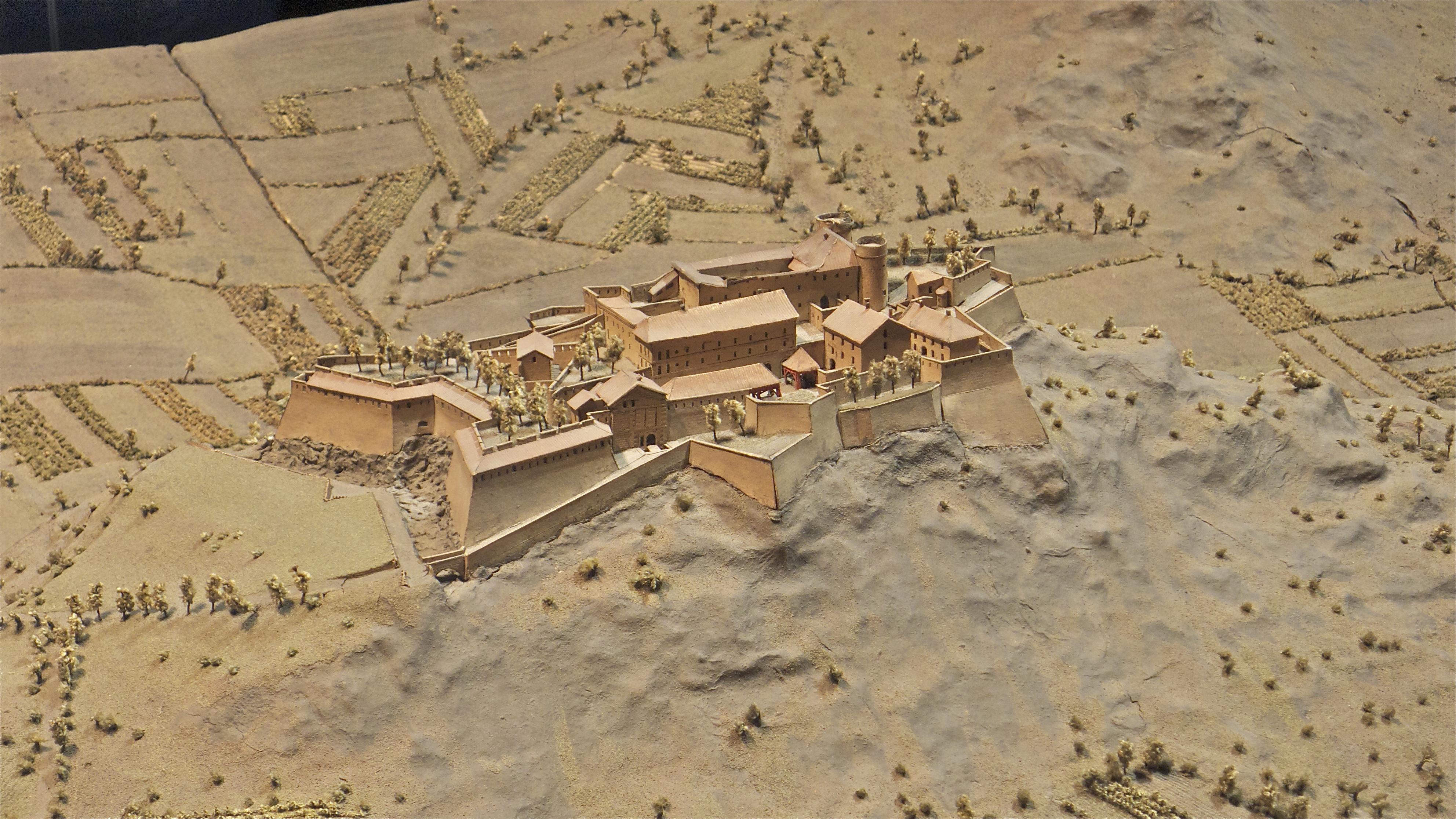
Das Fort d’Exilles im Jahr 1695 (Miniaturmodell)

## Geschichte
Am 9. März 1629, während des Mantuanischen Erbfolgekriegs, erzwang die französische Armee unter dem Befehl von Bernard de Nogaret de La Valette d’Épernon unter Ludwig XIII. den von den Kaiserlichen und den Schweizern gehaltenen Übergang (die Franzosen hatten über Briançon und den Col de Montgenèvre den Alpenhauptkamm überquert). Die französischen Truppen bestand aus mehr als 20.000 Mann mit 200 Pferden. Zwei Tage später, am 11. März schloss der Herzog von Savoyen mit Frankreich die Verträge von Susa, die Frankreich zum Durchgang durch savoyisches Gebiet berechtigten.
Dieses Ereignis wurde unter anderem vom Herzog von Saint-Simon, in seinen Memoiren geschildert. Auch Alexandre Dumas berichtet im vierten und letzten Teil von Le Comte de Moret (neu aufgelegt unter dem Titel Le sphinx rouge) ausführlich darüber und kommt zu dem Schluss: „Die moralische Wirkung des französischen Feldzugs, der in wenigen Tagen beendet war, war immens; die Angelegenheit überraschte Europa und brachte König Ludwig XIII. große Ehre ein, dem einzigen aller Herrscher neben Gustav Adolf, der mit dem Schwert an der Seite aus seinem Palast und mit dem Schwert in der Hand aus seinem Königreich kam.“